# The White Stripes
The White Stripes foi uma banda em forma de duo de rock norte-americana, formada no ano de 1997 em Detroit , Michigan, composta por Jack White (compositor, vocalista, guitarrista, pianista) e Meg White (bateria, percussão e vocal de apoio). Eles são conhecidos pelo seu som lo-fi e simplicidade nas composições e arranjos, notoriamente inspirados pelo punk e pelo blues rock, pelo folk rock e pela música country. Dia 14 de julho de 2007 marcou o aniversário de dez anos da dupla, "comemorado" com um show no Teatro Savoy, no Canadá, cujos ingressos se esgotaram em vinte minutos. A banda ficou conhecida mundialmente depois dos sucessos de "Fell in Love with a Girl", "The Hardest Button To Button", "Seven Nation Army" e "Icky Thump".
O término da banda foi anunciado no site oficial em 2 de fevereiro de 2011.

## História

### The White StripeseDe Stijl
O White Stripes se formou em Detroit, Michigan, em 1997. A dupla recebeu mais atenção após a saída repentina de Jack White, do grupo The Go, onde ele era o principal guitarrista. Jack descreveu seu Primeiro álbum, The White Stripes (1999), como "realmente furioso… o registro mais cru, o mais poderoso, e mais Detroit que já fizemos."
Seu Segundo álbum, De Stijl (2000), foi batizado assim em homenagem à vanguarda artística holandesa neoplasticista, que eles citaram como fonte da imagem musical deles. A arte desta vanguarda está presente na capa do álbum. Este trabalho também foi gravado em uma fita cassete, na sala de estar de Jack.

### White Blood CellseElephant
A dupla desfrutou de um significante sucesso no ano de 2001, com o lançamento de seu álbum White Blood Cells. O som, fortemente associado ao rock de garagem, atraiu muita atenção dos ingleses e, mais tarde, nos Estados Unidos, tornando o White Stripes uma das bandas mais aclamadas de 2002. Ainda neste ano, a revista Q nomeou o White Stripes como uma das "50 Bandas Para Se Ver Antes de Morrer."
O álbum que sucedeu à White Blood Cells, chamado Elephant, foi lançado em 1º de abril de 2003, sendo bastante aclamado pela crítica e foi o maior sucesso comercial da dupla, atingindo o topo das paradas britânicas e figurando entre os 10 primeiros álbuns nos Estados Unidos. Ele foi gravado com Liam Watson no Toe Rag Studios, em Londres. Durante a celebração de "50 anos de Rock and Roll", a revista Rolling Stone elegeu Elephant como o 390º melhor álbum de todos os tempos. Em agosto deste mesmo ano, a Rolling Stone ainda elegeu Jack White o 17º melhor guitarrista de todos os tempos, colocando-o entre Johnny Ramone e John Frusciante. Em dezembro de 2003, a NME elegeu este álbum como o melhor do ano. O primeiro single do álbum, "Seven Nation Army", foi a canção da dupla que mais fez sucesso, e foi seguido de um cover de "I Just Don't Know What To Do With Myself", escrita por Burt Bacharach. O terceiro single do álbum foi "The Hardest Button To Button". Em 8 de fevereiro de 2004, o álbum ganhou o Grammy de Melhor Álbum de Música Alternativa, enquanto "Seven Nation Army" ganhou o Grammy de Melhor Música de Rock.
Lançado em 2004, o filme Under Blackpool Lights foi filmado inteiramente com um filme de 16mm e foi dirigido por Dick Carruthers.

### Get Behind Me Satane outros projetos
O quinto álbum, Get Behind Me Satan, foi gravado na casa de Jack, em Detroit, e lançado na América do Norte em 7 de junho de 2005, recebendo ótimas críticas. Três singles foram retirados deste álbum, sendo o primeiro "Blue Orchid", uma canção muito popular do grupo, que foi veiculada em diversas rádios. A nova esposa de Jack White aparece neste clipe, que foi seguido do single de "My Doorbell". O terceiro single, "The Denial Twist", tem um videoclipe dirigido por Michel Gondry que documentou, de acordo com o design tipicamente bizarro da dupla, sua aparição no Late Night with Conan O'Brien. O álbum ganhou, em 2006, o Grammy de Melhor Álbum de Música Alternativa. "My Doorbell" foi indicada para Melhor Performance Pop por Dupla ou Grupo com Vocal.
Em 14 de novembro de 2005 foi lançado no iTunes um cover da dupla Tegan and Sara, "Walking with a Ghost". Mais tarde, a canção foi lançada no EP Walking with a Ghost", em 7 de dezembro de 2005, contando ainda com outras quatro faixas gravadas ao vivo.

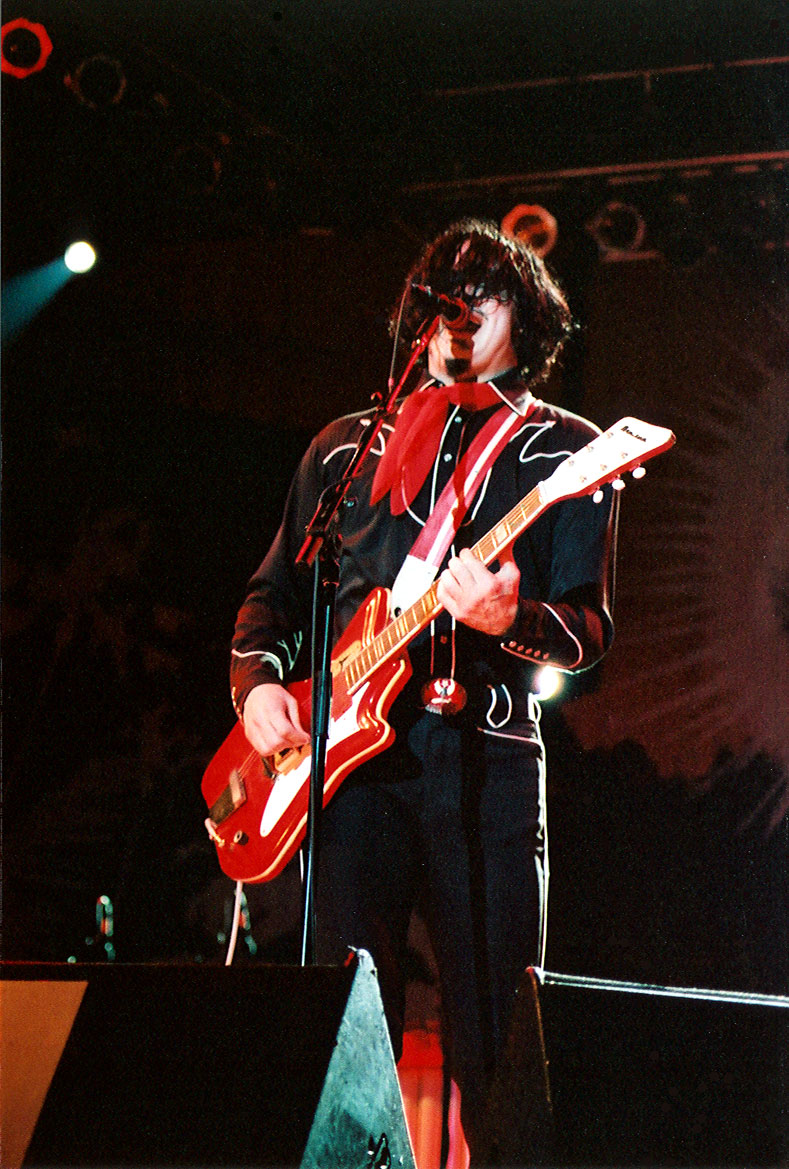
Jack White em concerto da dupla.

Em 15 de maio de 2006, o projeto paralelo de Jack White, The Raconteurs, lançou seu álbum Broken Boy Soldiers, cujo single "Steady As She Goes" torna-se um hit. Jack entrou em turnê com o grupo pelo resto deste ano. Durante a Copa do Mundo de 2006, "Seven Nation Army" tornou-se um hino, ainda que não-oficial, da seleção italiana, e também foi adotado pelos fãs do Roma, uma das maiores equipes da Itália. A segunda linha da canção é traduzida como "Um exército de sete nações não vai me segurar", e foi bastante apropriada para a seleção italiana, que teve de enfrentar outras sete nações para conquistar o título (Gana, Estados Unidos, República Tcheca, Austrália, Ucrânia, Alemanha e França).
O White Stripes também apareceu em um episódio dos Simpsons, chamado "Jazzy and the Pussycats", que foi ao ar em 17 de setembro de 2006. Neste episódio, Homer e Marge compram uma bateria para Bart, como um modo construtivo de canalizar sua energia. Em uma cena, - uma sátira do clipe de "The Hardest Button To Button - Bart toca sua bateria em seu quarto, nas escadas, no ônibus da escola e nas salas de sua escola, e em uma esquina, onde sua bateria colide com a de Meg.
Em 12 de outubro de 2006, foi anunciado no site oficial do White Stripes que haveria um álbum de composições orquestrais avant-garde consistido de composições passadas de Jack White chamado Aluminium. A pré-venda do álbum iniciou-se em 6 de novembro de 2006, e a versão LP do álbum foi vendida em apenas um dia.[carece de fontes?] 3,333 CDs e 999 LPs foram disponibilizados, embora o formato download não tenha sido limitado, e venha acompanhado de um encarte eletrônico.

### Icky Thumpe hiatus permanente
Em 28 de fevereiro de 2007, a dupla anunciou que eles haviam terminado o trabalho do novo disco, Icky Thump.  O álbum, gravado em Nashville, levou três semanas para ser gravado - o mais longo de qualquer álbum do White Stripes. É, também, o único álbum da dupla com uma faixa que tenha o mesmo nome do álbum. Ele foi lançado em 16 de junho na Austrália, 18 de junho na Nova Zelândia, Reino Unido e demais países da Europa e em 19 de junho de 2007 nos Estados Unidos e no resto da Ásia.
O álbum foi previamente tocado, por inteiro, em uma estação de rádio de Chicago, em 30 de Maio. Jack White ligou pessoalmente para a rádio da Espanha, onde eles estavam em turnê, para expressar seu desgosto em relação a este ato. Alguns fãs que ouviam a rádio gravaram o álbum, que foi disponibilizado na internet antes de seu lançamento.
O primeiro single do álbum, "Icky Thump", foi disponibilizado no iTunes dos Estados Unidos e do Canadá em 26 de abril de 2007, atingindo, mais tarde, a 2ª posição na Billboard britânica. A banda então saiu em turnê mundial.
Em 2 de fevereiro de 2011, após rumores de um novo álbum, o dueto anunciou sua separação e que não mais se apresentariam. Foi negado que o motivo do término da banda não foi questões de saúde ou de diferenças criativas, mas sim um "série de razões".

## Música

### Instrumentos e equipamentos
Os White Stripes são famosos por ter apenas dois músicos, Jack White no vocal, piano e guitarra e Meg White na bateria.
Jack, o principal escritor, disse que este não foi um problema, e que a banda é centrada em torno do número três. Meg canta também em algumas outras músicas da banda como em: "Cold Cold Night" e "Well It's True That We Love One Another" (de Elephant), "Passive Manipulation" (de Get Behind Me Satan), "Who's a Big Baby?" (Liberado sobre a Blue Orchid single), "St. Andrew (this battle is in the air)" (de Icky Thump) e "Rag and Bone".
No início, a banda chamou a atenção pela sua preferência por antiquados equipamentos de gravação. Com poucas exceções, Jack White tem demonstrado que vai continuar usando amplificadores e pedais de 1960.
As guitarras que Jack White usa ao-vivo são um 1964 JB Hutto Montgomery Airline, um Harmony Rocket, um 1970 Crestwood Astral II, e um 1950 Kay Hollowbody. Ele também usa um Boss TU-2 tuner pedal. Ele liga esta configuração em um Fender 1970 Twin Reverb e dois 100-Watt Sears Silvertone 6x10 combo amplificadores. White também utiliza uma Digitech whammy pedal, que cria entre outras coisas uma oitava inferior ao que é jogado na guitarra, que ele usa muito especialmente nas canções "Seven Nation Army" e "The Hardest Button To Button."
White também desempenha outros instrumentos, tais como um negro F-Estilo Gibson mandolin, Rhodes bass chaves, e um piano Steinway. Ele está atualmente usando um sintetizador Moog Little Phatty.

### Sessões de gravação e performances ao vivo

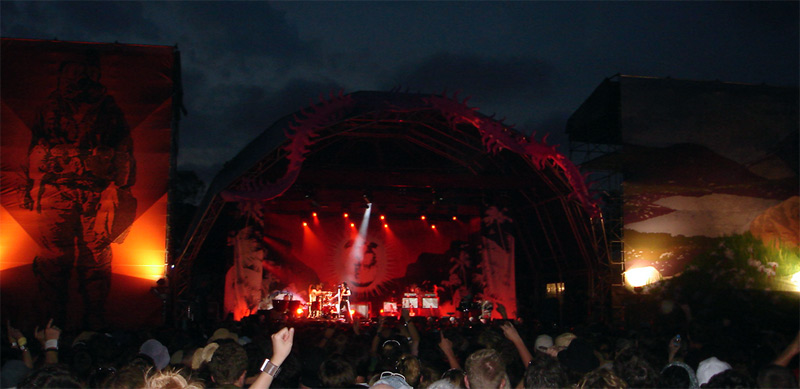
The White Stripes tocando no Big Day Out em Melbourne 2006.

Várias gravações foram feitas bastante rápido. Por exemplo, Elephant foi gravado em cerca de duas semanas em Londres Toerag's Studio. Get Behind Me Satan, também foi gravado em apenas duas semanas. Para shows ao vivo, o duo também nunca prepara definir as suas listas para shows, acreditando que planejamento demasiado perto iria arruinar a espontaneidade das suas performances.
Em 25 de abril de 2007, o duo anunciou que iriam embarcar em uma turnê no Canadá em todas as 10 províncias, mais o Yukon, Nunavut e Territórios do Noroeste. Nas palavras de Jack White: "Nunca fiz uma turnê do Canadá. Queremos aproveitar esta excursão e observar a paisagem canadense. A melhor maneira de fazer isso é garantir que vamos realizar shows em todas as províncias e territórios do país, a partir do Yukon até Prince Edward Islasd. Outro momento especial desta turnê é o show que irá ocorrer em Glace Bay, Nova Scotia no dia 14 de julho, O "Décimo aniversário" da banda.

## Sobre o White Stripes

### Cores da banda
Vermelho, branco e preto são as cores da banda, e de acordo com Jack, a mais poderosa combinação de cor de todos os tempos, da Coca-Cola até uma bandeira nazista. Em algumas entrevistas, o grupo afirmou que as cores vermelha e branca referem-se ao peppermint candy, um símbolo da inocência infantil. Jack também mencionou que as cores são utilizadas em brinquedos para bebês, porque eles são facilmente visíveis para eles. As cores são frequentemente mencionadas nas letras da banda, como em "Black Math", "Red Rain", e "White Moon". Nas letras de "Icky Thump" as cores da banda também aparecem: "redhead señorita", "preto rum" e "un olho branco". Além do vermelho, branco e preto que a banda usa em seus figurinos, Jack também disse que os chapéus são "muito importantes" independente do estilo.

### O número três
Jack tem enfatizado a importância que o número três tem para a banda, citando-o como inspiração não só para os seus uniformes tricolor, mas a sua abordagem descendente para comparar o que ele considera os três elementos da canção: narrativas, melodia e ritmo. O número três também aparece com frequência em White Stripes álbum artwork, e nos textos escritos por Jack, como notas ou mensagens escritas no website da banda, são frequentemente assinadas com "Jack White III", ou simplesmente "III".
Também existem apenas três sons - bateria, guitarra e vocais - na maioria das suas canções; às vezes o teclado ou piano substituem a guitarra. Jack também só usa três guitarras eléctricas para os concertos ao vivo da banda: a vintage 1960's-Airline, um 1950's Kay Hollowbody e um Crestwood Astrall II. Também é notável a admiração de Jack pelo filme que  batiza sua empresa de produção. Jack escolheu "Three Quid", como seu apelido durante a banda na 2005 UK tour.

## Discografia

### Álbuns
| Ano  | Título              | Gravadora                           |
| ---- | ------------------- | ----------------------------------- |
| 1999 | The White Stripes   | Sympathy for the Record Industry    |
| 2000 | De Stijl            | Sympathy for the Record Industry    |
| 2001 | White Blood Cells   | Sympathy for the Record Industry    |
| 2003 | Elephant            | V2 Records, XL Recordings           |
| 2005 | Get Behind Me Satan | V2 Records, XL Recordings           |
| 2007 | Icky Thump          | Warner Bros. Records, XL Recordings |

### Singles
| Ano  | Canção                                                     | Álbum                         |
| ---- | ---------------------------------------------------------- | ----------------------------- |
| 1998 | "Let's Shake Hands"                                        | Sem Álbum                     |
| 1998 | "Lafayette Blues"                                          | Sem Álbum                     |
| 1999 | "The Big Three Killed My Baby"                             | The White Stripes             |
| 1999 | "Hand Springs"                                             | sem álbum                     |
| 2000 | "Hello Operator"                                           | De Stijl                      |
| 2000 | "Lord, Send Me an Angel"                                   | Sem Álbum                     |
| 2000 | "Party of Special Things to Do"                            | Sem Álbum                     |
| 2001 | "Hotel Yorba"                                              | White Blood Cells             |
| 2002 | "Fell in Love with a Girl"                                 | White Blood Cells             |
| 2002 | "Dead Leaves and the Dirty Ground"                         | White Blood Cells             |
| 2002 | "We're Going to Be Friends"                                | White Blood Cells             |
| 2002 | "Red Death at 6:14"                                        | Sympathetic Sounds of Detroit |
| 2002 | "Candy Cane Children"                                      | Sem Álbum                     |
| 2003 | "Seven Nation Army"                                        | Elephant                      |
| 2003 | "I Just Don't Know What To Do With Myself"                 | Elephant                      |
| 2003 | "The Hardest Button To Button"                             | Elephant                      |
| 2004 | "There's No Home for You Here"                             | Elephant                      |
| 2004 | "Jolene"                                                   | Under Blackpool Lights        |
| 2005 | "Blue Orchid"                                              | Get Behind Me Satan           |
| 2005 | "My Doorbell"                                              | Get Behind Me Satan           |
| 2005 | "The Denial Twist"                                         | Get Behind Me Satan           |
| 2007 | "Icky Thump"                                               | Icky Thump                    |
| 2007 | "Rag and Bone"                                             | Icky Thump                    |
| 2007 | "You Don't Know What Love Is (You Just Do as You're Told)" | Icky Thump                    |
| 2007 | "Conquest"                                                 | Icky Thump                    |